# Standseilbahn Pau

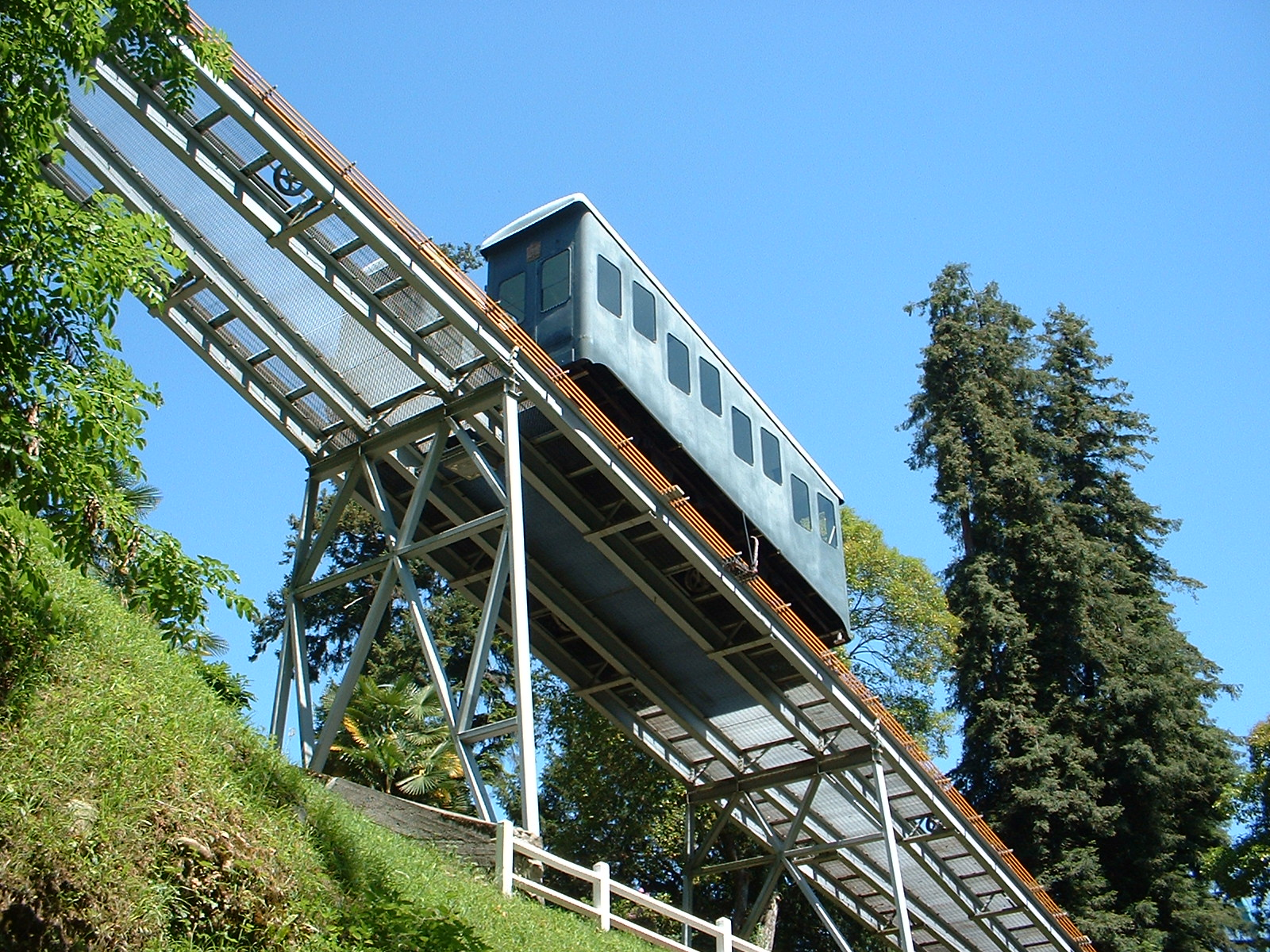
Die Standseilbahn in Pau

Die Standseilbahn Pau (französisch: Funiculaire de Pau) ist eine Standseilbahn in Pau im Département Pyrénées-Atlantiques im Südwesten Frankreichs. Ihre Eröffnung erfolgte im Jahr 1908, seither wurde sie zweimal komplett renoviert. Die Standseilbahn gehört seit Längerem zu den Wahrzeichen der nahe den Pyrenäen gelegenen Stadt.

## Geschichte
Die Funiculaire de Pau wurde am Samstag, den 15. Februar 1908, um 7:00 Uhr morgens feierlich eröffnet. Sie verbindet den Boulevard des Pyrénées (Höhe über Meer: 206 Meter) bei der Place Royale in der Innenstadt mit dem Platz an der Avenue Jean Biray (180 Meter) beim Bahnhof von Pau im Tal. Die Wagenkästen der ersten beiden Fahrzeuge waren aus Holz hergestellt.
Angelegt wurde die ursprünglich Bahn als eingleisige Strecke von 105 Meter Länge mit einer Spurweite von 1000 Millimeter (Meterspur). Eine Abtsche Weiche ohne bewegliche Teile unweit der Talstation ermöglicht die Begegnung der Fahrzeuge. Praktisch die gesamte Trasse ist auf einem Stahlgerüst aufgebaut. Der Antrieb des Zugseils erfolgt über einen Elektromotor, der unterhalb der Bergstation eingebaut ist.
Der Fahrpreis lag bei zehn Centime, ein Fahrrad konnte für noch einmal den gleichen Betrag mitbefördert werden. Die Wagenfolge lag bei zwei Minuten, das Abfahrtssignal wurde bis zum Datum der ersten Einstellung über ein Horn gegeben, was den älteren Einwohnern der Stadt noch wohlbekannt ist. Die Bahn soll gemäß Berichten weitgehend störungsfrei funktioniert haben.
Die gegenwärtigen hellblau lackierten Kabinen der Bahn stammen aus dem Jahr 1961 und bestehen ganz aus Stahl. Sie ersetzten die bisherigen Wagen mit Holzaufbau, die nach 53 Betriebsjahren in einem schlechten Zustand waren. Auch in den neuen Wagen fuhr weiterhin stets ein Wagenführer mit, der unter anderem die Türen bediente.
Der seit den 1960er Jahren eher chaotisch verlaufende und stark defizitäre Betrieb wurde am 2. Januar 1970 wegen mittlerweile ernsthafter Sicherheitsmängel bis auf weiteres eingestellt. Erst in der zweiten Hälfte der 1970er Jahre wurde eine Revision der Anlagen in Angriff genommen. Am 16. Februar 1978 wurde die komplett renovierte Standseilbahn feierlich wiedereröffnet.
Im Jahre 2005 wurde die Bahn nach weiteren 27 störungsfreien Jahren noch einmal vorläufig eingestellt, um Wartungsarbeiten und Anpassungen an die aktuellen Normen durchzuführen. Dabei wurden auch die aus dem Jahr 1961 stammenden Ganzmetall-Fahrzeuge generalüberholt. Die Wiederaufnahme des Betriebs erfolgte nach ca. einem Jahr am 25. November 2006.
Seit der ersten Wiedereröffnung 1978 wird für die Fahrt kein Entgelt mehr erhoben. Die Bahn befördert pro Jahr im Durchschnitt etwa 500.000 Fahrgäste und gehört schon seit längerem zu den Wahrzeichen der Stadt. Auch heute noch ist die Wagenfolge mit einer Abfahrt alle drei Minuten sehr dicht.

## Betriebszeiten
| werktags        | sonn-/feiertags |
| --------------- | --------------- |
| 06:45–12:10 Uhr | 13:30–19:50 Uhr |
| 12:35–21:40 Uhr | 20:15–21:00 Uhr |

Der Betrieb ruht jeweils am 25. Dezember, 1. Januar, 1. Mai und während Rennveranstaltungen am Circuit de Pau-Ville.

## Bildergalerie

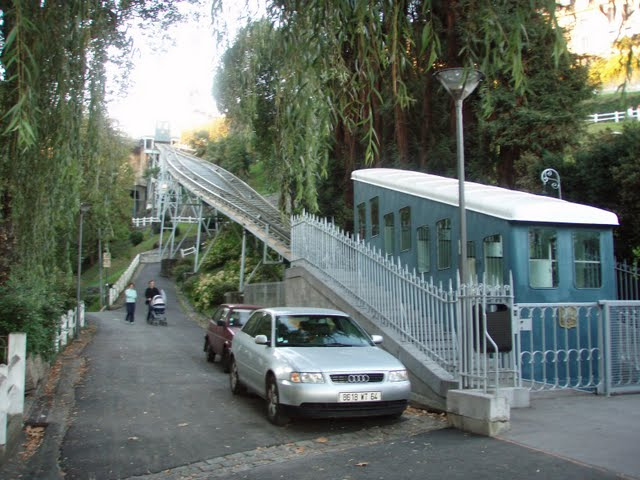
Standseilbahn an der Talstation beim Bahnhof
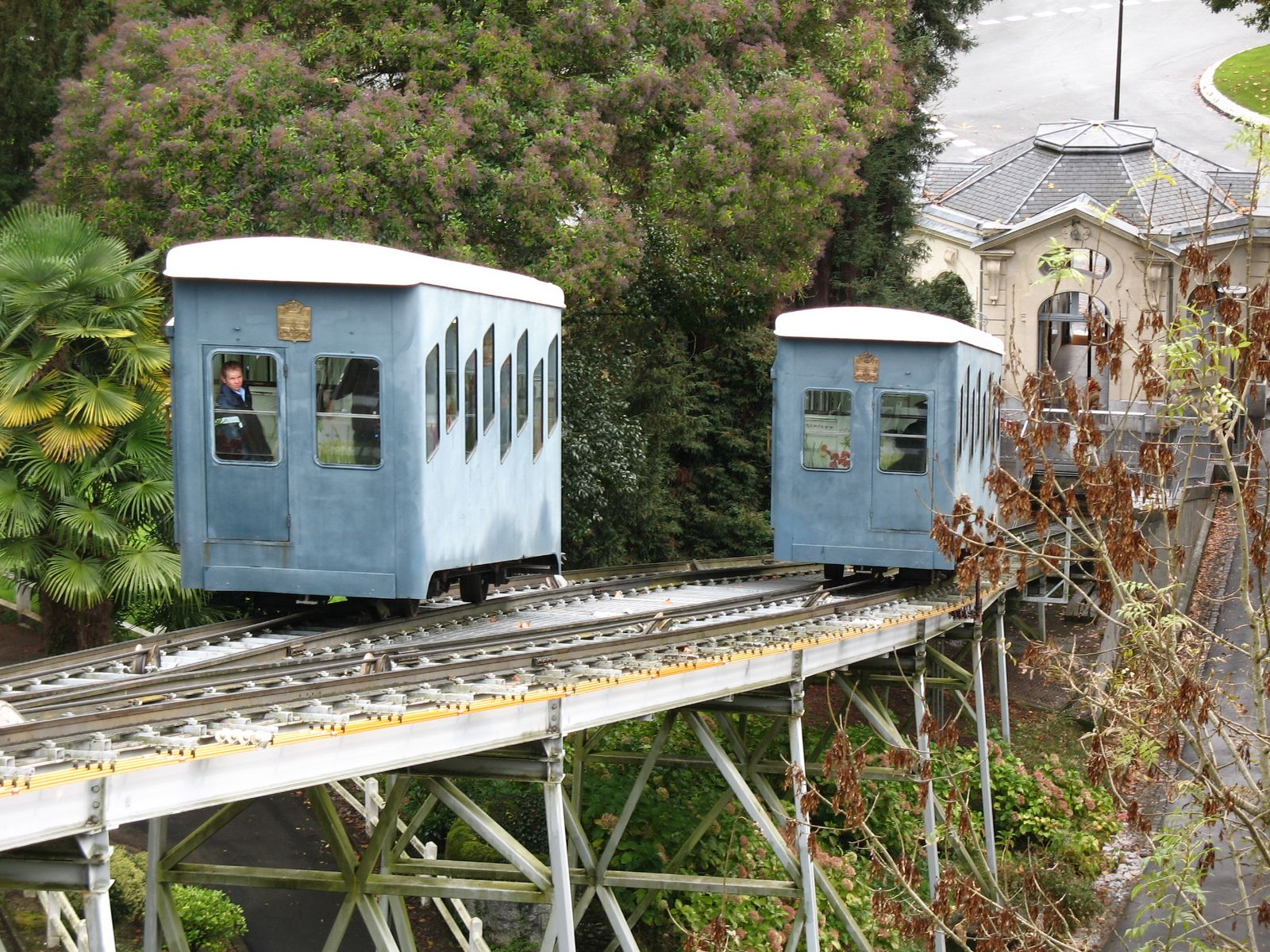
Standseilbahn an der Ausweiche
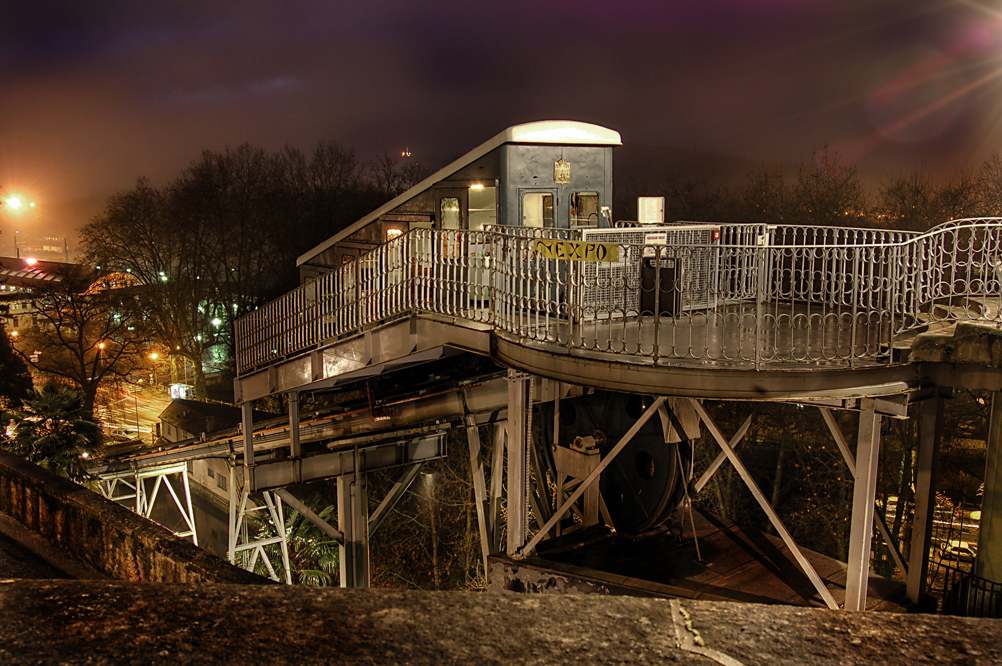
Standseilbahn an der Bergstation beim Boulevard des Pyrénées bei Nacht

## Technische Daten
- Länge: 105 Meter
- Höhendifferenz: 26 Meter
- größter Steigungsgrad: 30 %
- Spurweite: 1000 mm (Meterspur)
- Kapazität: 30 Personen pro Wagen